# Стюарт, Фрейндель
Фрейндель Джером Стюарт (англ. Freundel Jerome Stuart; род. 27 апреля 1951 года) — седьмой премьер-министр Барбадоса (2013—2018). Он сменил на этом посту Дэвида Томпсона, умершего от рака 23 октября 2010 года. Является членом Демократической лейбористской партии Барбадоса.

## Биография

### Личная жизнь и карьера
Стюарт родился в Сан-Филипе на Барбадосе. По состоянию на октябрь 2010 года он одинок и воспитывает дочь.
Он окончил университет Вест-Индии и имеет степень в области политологии и права. Стюарт является адвокатом и его практику составляли дела из уголовного и корпоративного права.
Поддержал ряд общественных организаций и сейчас спонсирует Dayrells United Achievers Community клуб и спортивный клуб Notre Dame SC.

### Политическая карьера
На протяжении нескольких лет был стойким приверженцем Демократической лейбористской партии и работал во многих местах, в том числе и в аппарате президента. Он является представителем избирательного округа южного Сент-Мишеля.

### Премьер-министр Барбадоса
Исполнял обязанности премьер-министра Барбадоса с мая 2010 года, когда у премьер-министра Дэвида Томпсона обнаружился панкреатический рак (он умер от болезни 23 октября 2010 года). Лидеры Демократической лейбористской партии провели экстренное совещание в штаб-квартире на Джордж-стрит в Бриджтауне в первой половине дня после смерти Томпсона. Во время совещания Стюарт был избран следующим премьер-министром.
Был приведён к присяге на должность премьер-министра Барбадоса 23 октября 2010 года генерал-губернатором Клиффордом Хасбендсом.